# Юртайкин, Данил Витальевич
Дани́л Вита́льевич Юрта́йкин (род. 1 июля 1997, Белово, Кемеровская область) — российский хоккеист, левый нападающий клуба «Ак Барс».

## Карьера
Выбран на драфте КХЛ 2014 года под 108-м номером клубом «Амур».
На уровне МХЛ провёл три сезона за ярославский «Локо», где в 99 матчах набрал 73 очка и выиграл два чемпионских титула (2015/16, 2017/18).
На профессиональном уровне дебютировал в ВХЛ за «Рязань» в сезоне 2016/17. За 26 матчей в ВХЛ, он набрал 21 очко и подписал двухлетний контракт новичка с клубом КХЛ «Локомотив» (Ярославль) до конца сезона 2018/2019. Перед этим, 9 октября 2017 года, его обменяли из «Амура» на финансовую компенсацию.
Дебютировал в КХЛ 14 октября 2017 года в победной игре против «Авангарда» (1:0), на льду он провёл всего 1:35.
По окончании сезона 2017/18 был вызван в основную команду ярославского «Локомотива». В 40 играх сезона 2018/19 забил 10 голов и отдал 9 голевых передач, заняв третье место по голам и пятое место по очкам в КХЛ среди игроков младше 22 лет.
26 апреля 2019 года в качестве свободного агента подписал двухлетний контракт новичка с клубом НХЛ «Сан-Хосе Шаркс». 2 октября 2019 года Данил дебютировал в НХЛ в матче против «Вегас Голден Найтс» (1:4). Всего в составе «Шаркс» провёл четыре матча, большую часть времени выступал за фарм-клуб — «Сан-Хосе Барракуда». В конце декабря 2020 года, после того, как был выставлен на драфт-отказов, столичный ЦСКА, который ранее получил права на Юртайкина, выменяв их у «Локомотива», подписав с хоккеистом долгосрочный контракт, рассчитанный до 2023 года. 20 августа 2025 года перешёл в казанский Ак Барс